# Ocice (województwo dolnośląskie)
Ocice (dawniej niem. Ottendorf) – wieś w Polsce położona w województwie dolnośląskim, w powiecie bolesławieckim, w gminie Bolesławiec.

## Położenie
Ocice to duża wieś łańcuchowa o długości około 3,8 km, leżąca na Pogórzu Izerskim, w północnej części Niecki Lwóweckiej, wzdłuż Mierzwińskiego Potoku, na wysokości około 200–220 m n.p.m.

## Podział administracyjny
W latach 1975–1998 miejscowość administracyjnie należała do województwa jeleniogórskiego.

## Historia
Wieś została przyłączona do Polski w 1945 r. Jej mieszkańcy zostali wysiedleni do Niemiec i zastąpieni polskimi osadnikami.
12 czerwca 2022 r. w Ocicach, w których mieszka wiele reemigrantów z Jugosławii i ich potomków, biskupi Andrzej Siemieniewski z Legnicy i Franjo Komarnica z Banja Luki otworzyli muzeum Sługi Bożego Antoniego Dujlovicia, chorwackiego duchownego, opiekującego się w czasie II wojny światowej Polakami w Bośni i Hercegowinie. Muzeum prowadzą siostry adoratorki. 

## Zabytki
Do wojewódzkiego rejestru zabytków wpisane są:
- kościół parafialny pw. Narodzenia NMP z końca XV w. z późniejszą wieżą oraz kaplicą grobową,
- kościół ewangelicki z 1781 r., późnobarokowy; przebudowywany w latach 1781, 1821, 1882; po 1945 r. opuszczony i zdewastowany,
- pałac barokowy z XVI w., przebudowany w latach 1740-1745, z wcześniejszego dworu; po 1945 r. opuszczony i zdewastowany,
- dom nr 54, z XVIII/XIX w.

## Galeria

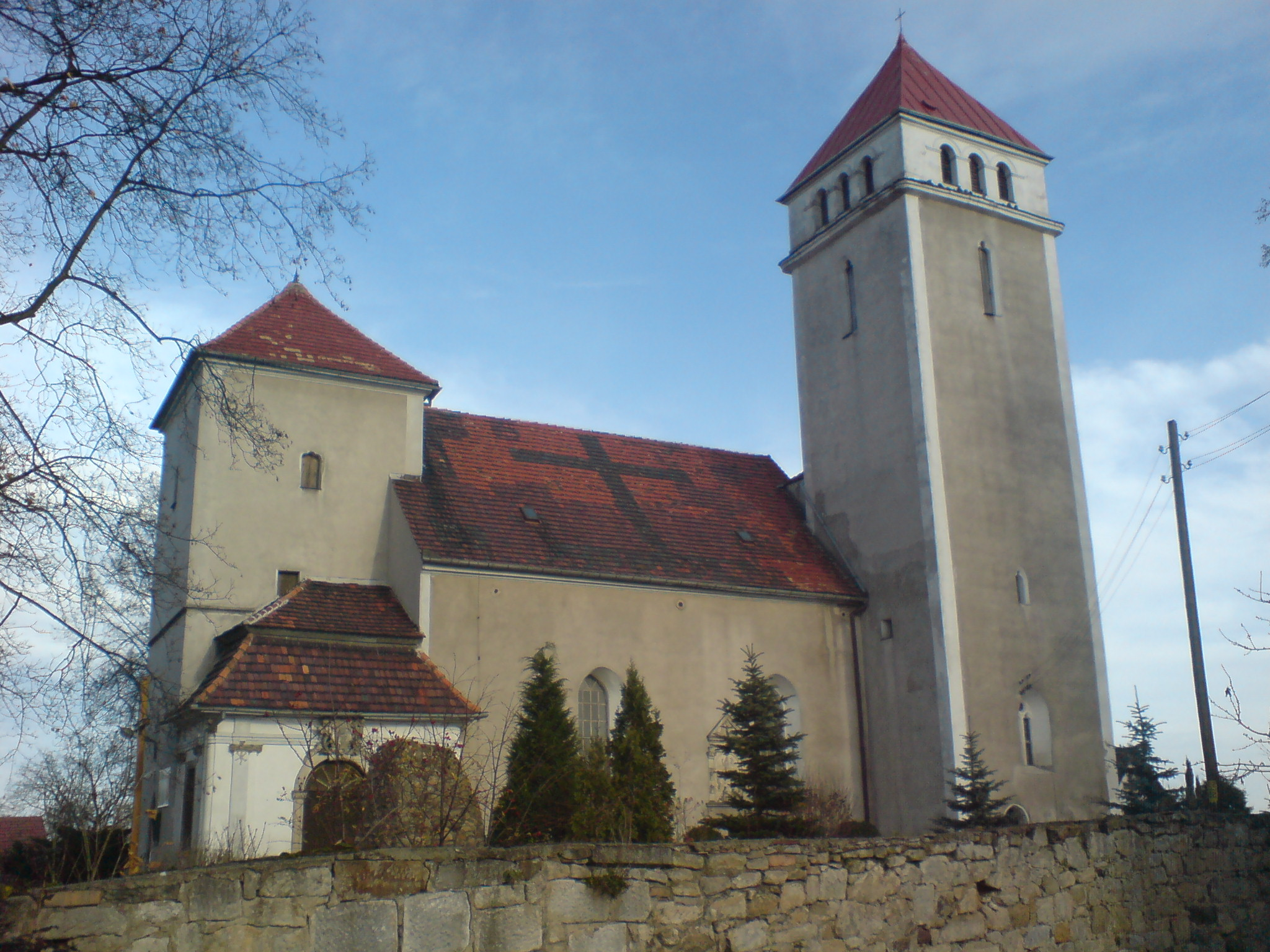
Kościół pw. Narodzenia NMP
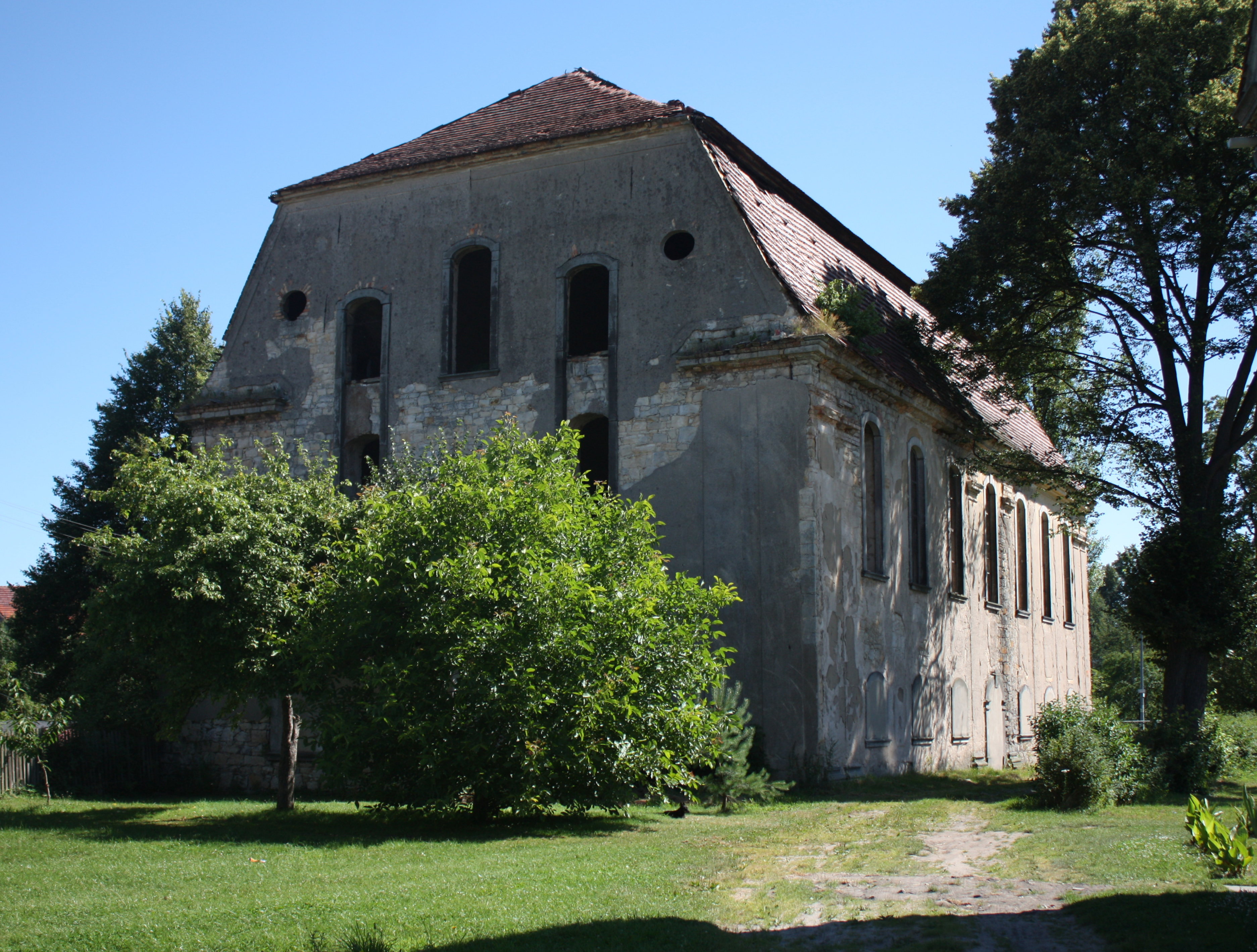
Zdewastowany kościół ewangelicki
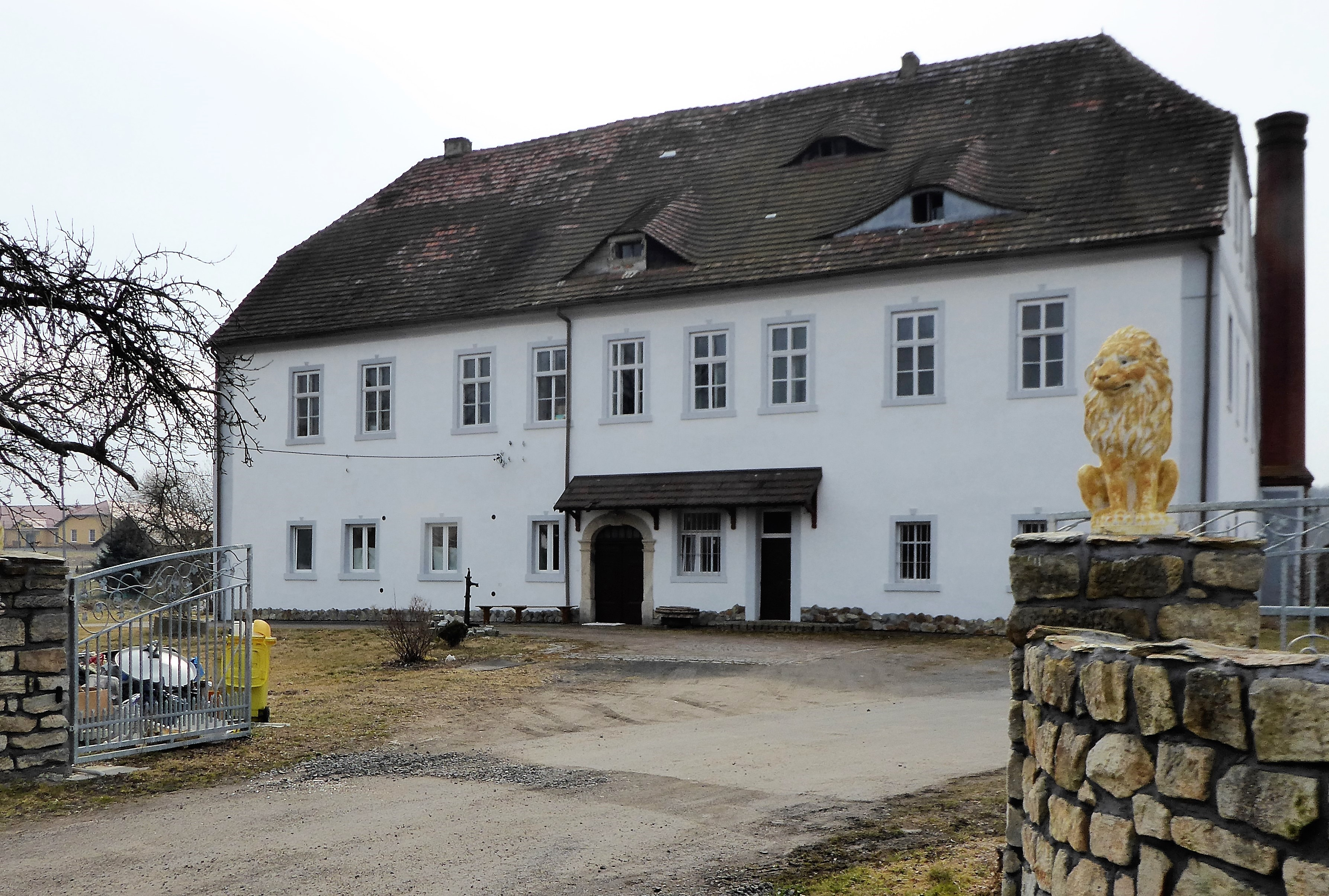
Zabytkowy dom nr 54